# Anna Karen Morrow
Anna Karen (* 20. September 1914; † 1. Juli 2009 in Encino, Kalifornien), auch Anna Karen Morrow und Anna K. Morrow,  war eine US-amerikanische Schauspielerin.

## Leben
Karen begann ihre Karriere als Model in New York City und wurde ab und zu für Gastrollen in Fernsehserien verpflichtet. Die seit 1947 mit dem Schauspieler Jeff Morrow verheiratete Karen erlangte dann Mitte der 1960er Jahre große Bekanntheit durch ihre Rolle als Mrs. Chernak in Peyton Place. Bis 1978 setzte sie ihre Karriere mit gelegentlichen Auftritten fort. 1948/49 spielte sie auch am Broadway.

## Filmografie (Auswahl)
- 1956: Der falsche Mann (The Wrong Man)
- 1956: Schonungslos (The Price of Fear)
- 1959: Ferien für Verliebte (Holiday for Lovers)
- 1965–1966: Peyton Place (Fernsehserie, 19 Folgen)
- 1966: Rauchende Colts (Gunsmoke, Fernsehserie, eine Folge)
- 1969: Raumschiff Enterprise (Star Trek, Fernsehserie, eine Folge)
- 1972/1975: Dr. med. Marcus Welby (Marcus Welby, M.D., Fernsehserie, zwei Folgen)